# Гапсальський повіт
Гапсальський (Вікський) повіт (рос. Гапсальский уезд, ест. Haapsalu kreis) — повіт у складі Естляндської губернії Російської імперії. Адміністративний центр — місто Хаапсалу.

## Назва
- Гапсальський повіт — традиційна російська назва.
- Західний округ (повіт) (ест. Lääne kreis) — традиційна естонська назва.
- Вікський округ — за назвою дистрикту часів XVIII століття.

## Географія
Гапсальський повіт був розташований на заході Естляндської губернії та займав площу 4128 квадратних верст. До повіту входили острови Гіюмаа, Вормсі, Осмуссаар та Кассарі в Балтійському морі.

## Історія

Карта повіту 1798 року

1745 року в складі Ревельської губернії був сформований Вікський дистрикт. 1783 року губернія була перетворена в Ревельське намісництво, а дистрикт — у Вікський крейс. 1796 року, в результаті чергової адміністративної реформи, було створено Естляндську губернію, а Вікський крейс перетворено на Гапсальський повіт.
1920 року повіт був ліквідований, а його територія увійшла до складу Естонської Республіки.

## Населення
Згідно з переписом населення 1897 року, в повіті проживали 82 077 осіб (в Хаапсалу — 3212), з них:
- естонці — 75 647;
- шведи — 4620.

## Адміністративний поділ
Станом на 1913 рік в Гапсальському повіті було 39 волостей:
- Ассокюль,
- Вайскна,
- Ваннамойс,
- Вельц,
- Венден,
- Відрук,
- Вормс,
- Геймар,
- Епісь,
- Казарген,
- Кальо,
- Кайніс,
- Кертель,
- Клостргоф,
- Коловере,
- Киргесар,
- Леаль,
- Луйст,
- Ляхтра,
- Мартенс,
- Массау,
- Мер'яма,
- Орро,
- Паденорм,
- Паліфер,
- Патцаль,
- Пашлеп,
- Пирзаль,
- Рікгольц,
- Саулеп,
- Сіннален,
- Сіпп,
- Сойніц,
- Суремонз,
- Суглен,
- Тайбель,
- Фелькс,
- Фіккель,
- Еммаст.